# Polygonum punctatum
Polygonum punctatum là một loài thực vật có hoa trong họ Rau răm. Loài này được Buch.-Ham. ex D. Don miêu tả khoa học đầu tiên năm 1825.